# 丹野美絵子
丹野 美絵子（たんの みえこ、1949年 - ）は、日本の団体職員。全国消費生活相談員協会理事長を経て、内閣府個人情報保護委員会委員長。

## 人物・経歴
1971年北海道大学法学部法律学科卒業。1990年東京都消費生活総合センター消費生活相談員。2006年全国消費生活相談員協会常任理事・関東支部長。2011年全国消費生活相談員協会理事長。2013年国民生活センター理事（相談情報部、紛争解決委員会事務局（紛争解決手続の実施業務を除く）担当）。2016年個人情報保護委員会委員。2019年個人情報保護委員会委員長。令和元年度消費者支援功労者表彰内閣総理大臣表彰受賞。金融庁金融審議会専門委員、国民生活センター紛争解決委員会委員、日本損害保険協会お客様の声・有識者諮問会議委員、法務省法制審議会保険法部会委員等も歴任した。
2024年11月に旭日重光章を受章した。